# Dichaea moronensis
Dichaea moronensis är en orkidéart som beskrevs av Dodson. Dichaea moronensis ingår i släktet Dichaea och familjen orkidéer. Inga underarter finns listade i Catalogue of Life.